# Вільґельм Маєр (композитор)
Беньямін Вільґельм Маєр (нім. Benjamin Wilhelm Mayer; 10 червня 1831, Прага — 23 січня 1898, Ґрац) — австрійський композитор і музичний педагог.

## Біографія
В юності вчився в Празькій школі органістів у К. Ф. Піча. Здобув юридичну освіту в Карловому університеті, доктор права (1856). Перебував на державній службі в Пешті та Відні, де публікував композиції під псевдонімом В. А. Ремі (нім. W. A. Rémy) (під ініціалами малося на увазі Вольфганг Амадей — ім'я Моцарта). У 1861 році пішов у відставку і оселився в Ґраці, повністю присвятивши себе творчості та педагогічній діяльності.
Маєр написав п'ять симфоній, увертюру «Сарданапал», симфонічну поему «Єлена», оперу «Лісові діви» (нім. Waldfräulein; 1876), хорові твори, романси. Музика Маєра належить до раннього романтизму (він не любив Брамса та різко негативно ставився до Вагнера). 
Однак насамперед він був відомий як педагог. Серед учнів Маєра в різні роки були, зокрема, Вільгельм Кінцль, Еміль фон Резнічек, Фелікс Вайнгартнер і Ферруччо Бузоні. Останній з любов'ю і вдячністю згадував свого вчителя в некролозі, описуючи його схиляння перед Моцартом і живий гумор. За багаторічну педагогічну діяльність Маєр був вшанований лицарським хрестом Ордена Франца Йосифа, що було непересічною подією, якщо врахувати, що викладав він приватно.